# Chiliboy Ralepelle

a Compétitions nationales et continentales officielles uniquement.

b Matchs officiels uniquement.
Dernière mise à jour le 15 août 2020.
Mahlatse "Chiliboy" Ralepelle, né le 11 septembre 1986 à Tzaneen (Afrique du Sud), est un joueur international sud-africain de rugby à XV. Évoluant au poste de talonneur (1,79 m pour 105 kg), il joue en Currie Cup sous le maillot des Natal Sharks et en Super Rugby avec les Sharks.

## Carrière

### En club
De 2006 à 2013, il joue an Super 14 avec les Bulls et en Currie Cup sous le maillot des Blue Bulls. Ses performances lui permettent de jouer avec l'équipe d'Afrique du Sud dès 2006.
En novembre 2010, lors de la tournée de l’Afrique du Sud en Europe, après un test-match face à l’Irlande, il subit un contrôle antidopage positif à un stimulant, la méthylhexanamine (MHA), placé sur la liste des substances interdites de l’Agence mondiale antidopage (AMA) en même temps que son coéquipier Bjorn Basson. Les deux joueurs se disent alors innocents, mais ils sont suspendus provisoirement et renvoyés en Afrique du Sud. Les échantillons B ayant révélé une positivité identique, les deux joueurs passent devant un tribunal spécial de la fédération sud-africaine (SARU) en janvier 2011 qui les innocente, en estimant que les joueurs n’avaient pas conscience d’avoir pris une substance interdite qui se trouvait en fait dans un complément alimentaire qu’ils avaient ingéré lors de l'échauffement précédant le match contre l’Irlande.
Il signe en 2013 en France avec le Stade toulousain.
Il est suspendu 2 ans, d'avril 2014 à avril 2016, pour dopage à la suite d'un contrôle positif au stéroïde anabolisant. Alors sous contrat avec le Stade toulousain, celui-ci est rompu en février 2015.
Une fois purgé sa suspension, il signe avec les Natal Sharks en Currie Cup et avec les Sharks en Super Rugby.
Il est suspendu pour une durée de 8 ans en juillet 2020 après un nouveau contrôle positif à une substance interdite, l'anabolisant Zeranol. Il perd en appel de sa suspension devant l'Institut pour un sport sud-africain sans dopage.

### En équipe nationale
Il a remporté, en tant que capitaine, le championnat du monde des moins de 19 ans avec l'équipe d'Afrique du Sud en 2005.
Il était capitaine de l'équipe d'Afrique du Sud qui fut deuxième du Championnat du monde de rugby des moins de 21 ans 2006.
Il a été sélectionné pour la première fois le 26 août 2006 lors du Tri-nations 2006 contre la Nouvelle-Zélande. Au 3 octobre 2018, il compte 25 sélections avec les Springboks (5 points, 1essai).

## Palmarès
- En club 
  - * Vainqueur du Super 14 (3) : 2007, 2009 et 2010.

- En équipe nationale
  - Champion du monde des moins de 19 ans en 2005
  - Finaliste du Championnat du monde de rugby des moins de 21 ans 2006.
  - Vainqueur du Tri-nations 2009